# Felix Wittlich
Felix Wittlich (* 5. März 1905 in Reval; † 24. Juli 1950 in Waldheim) war russischer Staatsbürger, später in Deutschland eingebürgert, Kriminalrat, Referatsleiter im Reichssicherheitshauptamt.

## Leben
In Reval, dem späteren Tallinn geboren, nahm Felix Wittlich nach seinem Schulbesuch ein Studium an der Technischen Hochschule in Stuttgart auf. Nach seinem erfolgreichen Studienabschluss und seiner Promotion kam er ans Kriminaltechnische Institut und wurde hier für die Untersuchung von Dokumenten und Urkunden zuständig.
Mit der Bildung des Reichssicherheitshauptamtes im September 1939 leitete Kriminalrat Wittlich im Amt V (Reichskriminalpolizeiamt) das Referat D 3 (Urkundenprüfung). Chef des Amtes V war Arthur Nebe und Wittlichs direkter Vorgesetzter war hier der Bereichsleiter Regierungsdirektor Walter Heeß. Im Jahr 1940 erfolgte seine Einbürgerung als deutscher Staatsangehöriger. Später wurde Wittlich im Organigramm des Reichssicherheitshauptamtes vom März 1941 als Kriminalrat sowie weiterhin Referatsleiter von V D 3 (Urkundenprüfung) geführt. Das Kriminaltechnische Institut befand sich in der 4. Etage des Reichskriminalpolizeiamtes am Werderschen Markt in Berlin und belegte dort 27 Räume. Es war vom eigentlichen Amt getrennt und nahm eine Sonderstellung innerhalb der Institution ein. Mit neusten wissenschaftlichen Geräten und Instrumentarien ausgestattet, besetzt von auffallend jungen Naturwissenschaftlern erstellte das KTI bereits 1939 über 1.100 Gutachten. Im Jahr 1941 war der Arbeitsaufwand auf 2.500 Expertisen angestiegen. Im Jahr 1943 wird Wittlich weiterhin als Referatsleiter von V D 3 geführt, war aber bereits zum Regierungsrat aufgestiegen. Sein Nachbarreferat V D 2 (Chemie und Biologie) hatte im gleichen Jahr der Botaniker Otto Martin übernommen und es war das Referat V D W (Technische Werkstätten) unter der Leitung von Kriminalrat Richter zur Struktur des KTI dazu gekommen. Auf Grund der zunehmenden Bombenangriffe auf Berlin war das KTI im Sommer 1944 in das Herrenhaus Grambow bei Schwerin ausgelagert worden. Jedoch blieb die bereits von Beginn an eingeführte Struktur bis Juni 1944 erhalten.
Nach dem Zusammenbruch des NS-Staates wurde Felix Wittlich durch Angehörige der sowjetischen Streitkräfte festgenommen und interniert. Am 24. Juni 1950 verstarb er in der Haftanstalt Waldheim in Sachsen.